# Степска трептељка
Степска трептељка (лат. Anthus campestris) је средње велика птица певачица која се гнезди у већем делу централног Палеарктика од северозападне Африке и Португала до централног Сибира и даље до Унутрашње Монголије. Степска трептељка је мигрант који се зими сели у тропску Африку и Индијски потконтинент.

## Таксономија
Степску трептељку је формално описао шведски природњак Карл фон Лине 1758. године у десетом издању своје дела „Systema Naturae“. Сместио га је са шевама и плискама у род Alauda и сковао биномско име Alauda campestris. Карл фон Лине је одредио типски локалитет као Европу, али је то ограничено на Шведску. Специфични епитет campestris је латинског порекла који значи „са поља“, од речи campus што значи „поље“. Степска трептељка је сада једна од преко 46 врста које се сврставају у род Anthus, који је 1805. године увео немачки природњак Јохан Матеус Бехштајн. Степска трептељка се сматра монотипском: нису препознате подврсте.

## Опис
Степска трептељка је велика трептељка, 16 цм дугачка са распоном крила 25-28 цм, али је неупадљива врста на тлу, углавном пешчано смеђе боје одозго и бледо одоздо. Веома је сличан ричардовој степској трептаљки (Anthus richardi), али је нешто мањи, има краћа крила, реп и ноге и ужи тамни кљун. Такође је мање пругаст. Лет степске трептељке је снажан и директан, и испушта карактеристично „шип“ оглашавање, вишег тона од ричардове степске трептељке.
Његова песма је кратко понављање гласног двосложног "чир-ри чир-ри".
У јужној Азији, зими мора се водити рачуна да се ово разликује од других великих трепељки које зимују или су насељене у том подручју, укључујући ричардову степску трептељку, монголску трептељку (Anthus godlewskii) и трептељку пиринчаних поља (Anthus rufulus).

## Понашање и екологија

### Гнежђење
Станиште степске трептељке за гнежђење су сува отворена подручја, укључујући полупустиње. Гнездо је на земљи, у које се полажу 3-6 јаја. Инкубира их углавном женка док се не излегу након око 12 дана. Птиће хране оба родитеља.

### Исхрана и храњење
Степска трептељка је инсектојед, као и њени сродници.

## У култури
Радња филма <i id="mwbQ">„</i>Степска трептељка<i id="mwbQ">“</i> из 1944. године говори о ретком догађају да се пар степских трептељки гнезди у Енглеској. Ерик Хоскинг је заправо снимао ливадске трептељке јер није могао да набави праве степске трептељке из Европе окупиране од стране Немачке.